# Geum peruvianum
Geum peruvianum är en rosväxtart som beskrevs av Wilhelm Olbers Focke. Geum peruvianum ingår i släktet nejlikrotsläktet, och familjen rosväxter. Inga underarter finns listade i Catalogue of Life.